# 加拿大永久居民
永久居民是加拿大《移民与难民保护法》（Immigration and Refugee Protection Act）所定义的一种移民身份。永久居民并非加拿大公民，但是和公民一样有权在加拿大无限期停留、生活与工作。永久居民在《移民与难民保护法》下负有居住义务，必须在成为永久居民后的任何1825天（5年）期间内，于加拿大至少停留730天（2年）以上。违反居住义务、犯下严重刑事犯罪等原因可导致其永久居民身份被依法剥夺。丧失永久居民身份需要经过法定程序，例如经听证剥夺身份，或当事人自愿放弃。长期离开加拿大居于海外的永久居民如未递交放弃身份的法律文件，又未经法定程序宣告其身份丧失，并不会自动失去身份，但在其返回加拿大时会被加拿大边境服务局质询并要求进入法律程序以剥夺永久居民身份。此外，因陪同一位具有加拿大公民身份的配偶，或受聘于特定的加拿大境内设立的企业，而在加拿大外合法停留的时间也被认为是在加拿大停留的时间。
一位永久居民拥有基本与加拿大公民相同的责任、权利与义务，其中包括返回加拿大的权利和为任何企业以及聯邦政府和省级政府工作的权利。两者最主要的差别是永久居民在加拿大的所有聯邦及地方選舉中没有投票权，但地方行政区域经省政府同意后可批准永久居民投票。目前有多倫多、溫哥華、卡加利和哈利法克斯四個城市正計劃允許永久居民參與市級選舉投票選出市長和市議員，但尚未付诸实施。
基於國家安全，永久居民不能在需要高級別安全許可的公共或私營部門工作（例如聯邦警察、情報局和成為國會/省/市議員）。永久居民亦不可拥有加拿大护照或在加拿大国外享受领事保护。永久居民自2022年12月起可以加入加拿大軍隊當兵。
2017年起实施的现行法律规定，永久居民需要在5年内住满3年方可申请入籍。若他们不选择入籍，也可继续保有永久居民身份。若此永久居民不愿在加拿大继续居住，他也可于加拿大境内或境外放弃永久居民身份。

## 永久居民卡
2002年加拿大公民身份与移民部开始向所有新的加拿大永久居民发行永久居民卡（俗称“枫叶卡”）。所有原先的加拿大永久居民可以花50加元申请。该卡的主要用途是协助永久居民于加拿大境外返回加拿大，但申请为自愿，若永久居民无在国外旅行的需要则不必申请。
2003年12月31日之后，每一位永久居民在其乘坐商业交通工具(飞机、火车或汽车)进入加拿大时必须出示其永久居民卡。卡的大小与一张银行卡相同，而且可以证明持卡人的永久居民身份以方便其返回加拿大。它有多项防伪特征。2015年发布的永久居民卡更新了各项安全防伪特征的同时使用了含有持卡人信息的RFID电子芯片。
由于永久居民卡只能在加拿大国内发行，因此身处境外且无枫叶卡的永久居民可于国外的加拿大使领馆申请永久居民旅行证件，以便协助其返回加拿大。
永久居民卡有效期为5年，到期后可自愿向移民部申请换卡，移民部在接到申请后会在考虑是否满足居住条件以后决定是否换发。虽然一个人可能因为与一位加拿大公民身份配偶一起住在加拿大境外或是为一家加拿大公司在加拿大境外工作而满足了居住条件，但若其没有身处加拿大境内，或没有加拿大地址，则不能换发永久居民卡。

## 新移民登陆
“登陆移民”（英語：Landed immigrant）是对于非加拿大公民但已经获准前往加拿大的永久居民的旧称。现在的正式名称则是"永久居民"。但是" 登陆移民"这个词已经具有很久的历史因此它还是加拿大人语言的一部分而且甚至出现在某些政府公告和文件上。
要成为一名登陆移民，历史上，需要要法律意义上从指定入境港口入境加拿大。如果一个人作为临时居民生活在加拿大(例如获得学习或工作的许可)但又得到了永久居留签证，他(她)必须离开加拿大然后重新从官方指定入境港口入境并获得登陆新移民身份。这样做的一个具体途径就是从美加边境离开加拿大，然后试图合法入境美国(可能得到一份拒绝说明)最后重新从海关入境加拿大。